# Друга книга Самуїла
Дру́га кни́га Самуї́ла — восьма книга єврейської канонічної Біблії (Танаху) і третя в її розділі так званих ранніх пророків. Спочатку єдина книга, в Септуагінті і в Вульгаті вона була розділена на дві книги, що отримали назву I і II (з чотирьох) книг Царств — Перша книга Самуїла (або Перша книга царів — у східних церквах) та Друга книга Самуїла (або Друга книга царів — у східних церквах). У єврейських рукописах Біблії текст розглядався як єдина книга, і лише з появою друкованої Біблії в XV ст. стався поділ на I і II книгу Самуїла, що пізніше і увійшло в єврейську традицію. Назва книги в єврейському каноні не передбачає авторство Самуїла, а очевидно дано тому, що Самуїл — перша значна особистість, що з'являється в оповіданні.
Книга Самуїла — історичний документ першорядної важливості для розуміння подій, що призвели до становлення монархії.
Пророк Самуїл з'являється лише у Першій книзі Самуїла, однак Друга книга Самуїла зберігає цю назву, оскільки колись вона була невіддільна з Першою і лише з практичних причин текст розділили на дві частини. Основною фігурою цієї книги виступає Давид та основні історичні події проходять паралельно до описаних у Першій книзі хроніки. Проте на відміну від Першої книги хроніки Друга книга Самуїла є критичнішою до політичних подій та менш інформаційною щодо питань віри. Поряд з розповідями у книзі також наведено псалми (2 Сам. 1:19-27, 2 Сам. 22:1-51).

## Зміст

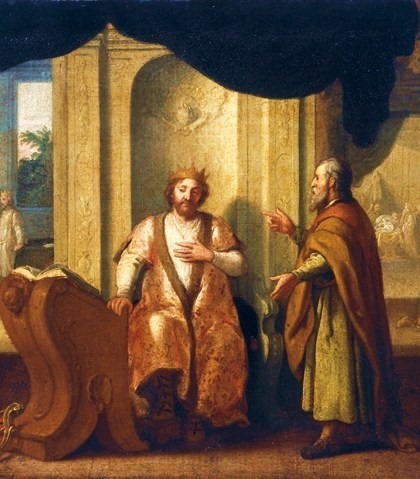
Пророк Натан і цар Давид (Матіас Шайтс)

Книга розповідає про Давида і його становлення царем Юдеї та всього Ізраїля після перемог над рафаїтами та філимистинянами. У 2 Сам. 7:13 Бог запевняє Давида через пророка Натана, що він і його потомство залишаться навіки. Однак Давид впадає у гріх, захотівши Ветсавію, жінку Урії Хетеянина. Він послав Урія на смерть, а жінку взяв собі. Через це він викликав гнів Господа, який сказав йому через Натана, що меч ніколи не відійде з дому його. Далі йдуть історії повстань та насильства — збезчещення дочки Давида — Тамар її братом Амноном (2 Сам. 13:1), повстання сина Давида — Авешалома проти батька, та його смерть. У останньому розділі розповідається про Давида, який хотів зробити перепис населення і тим став противний Богу. Бог наказує тоді народ пошестю, яка закінчується, коли Давид приносить жертву і Бог змилосердився над ним.
Перша книга царів є продовженням Другої книги Самуїла.